# Holstorp
Holstorp is een plaats in de gemeente Vänersborg in het landschap Västergötland en de provincie Västra Götalands län in Zweden. De plaats heeft 97 inwoners (2005) en een oppervlakte van 18 hectare. Tot 2007 droeg de plaats de naam Hol, maar deze werd veranderd om verwarring met andere plaatsen te voorkomen.